# Jayden Turfkruier
Jayden Turfkruier (Amsterdam, 25 settembre 2002) è un calciatore surinamese, centrocampista del Telstar e della nazionale surinamese.

## Carriera

### Club
Ha iniziato a giocare nel vivaio dell'AFC per poi passare al Telstar nel 2021. L'11 dicembre 2022 ha debuttato in prima squadra nell'incontro di Eerste Divisie vinto 1-0 contro il Den Bosch ed il 10 marzo 2023 ha firmato il suo primo contratto professionistico. Ha segnato il suo primo gol il 9 settembre 2023 nella partita persa 2-1 contro il VVV-Venlo.

### Nazionale
Il 23 ottobre 2024 ha ricevuto la prima convocazione da parte della nazionale surinamese, con cui ha debuttato il 20 novembre seguente nell'incontro valevole per i quarti di finale di CONCACAF Nations League perso 3-0 contro il Canada.
Nel 2025 ha partecipato alla CONCACAF Gold Cup.

## Statistiche

### Presenze e reti nei club
Statistiche aggiornate al 20 marzo 2025.
| Stagione        | Squadra         | Campionato      | Campionato | Campionato | Coppe nazionali | Coppe nazionali | Coppe nazionali | Coppe continentali | Coppe continentali | Coppe continentali | Altre coppe | Altre coppe | Altre coppe | Totale | Totale | Totale |
| Stagione        | Squadra         | Comp            | Pres       | Reti       | Comp            | Pres            | Reti            | Comp               | Pres               | Reti               | Comp        | Pres        | Reti        | Pres   | Reti   |        |
| --------------- | --------------- | --------------- | ---------- | ---------- | --------------- | --------------- | --------------- | ------------------ | ------------------ | ------------------ | ----------- | ----------- | ----------- | ------ | ------ | ------ |
| 2022-2023       | Telstar         | EED             | 22         | 0          | CO              | 1               | 0               | -                  | -                  | -                  | -           | -           | -           | 23     | 0      |        |
| 2023-2024       | Telstar         | EED             | 32         | 1          | CO              | 1               | 0               | -                  | -                  | -                  | -           | -           | -           | 33     | 1      |        |
| 2024-2025       | Telstar         | EED             | 26         | 2          | CO              | 2               | 0               | -                  | -                  | -                  | -           | -           | -           | 28     | 2      |        |
| Totale carriera | Totale carriera | Totale carriera | 80         | 3          |                 | 4               | 0               |                    | -                  | -                  |             | -           | -           | 84     | 3      |        |

### Cronologia presenze e reti in nazionale
| Cronologia completa delle presenze e delle reti in nazionale ― Suriname | Cronologia completa delle presenze e delle reti in nazionale ― Suriname | Cronologia completa delle presenze e delle reti in nazionale ― Suriname | Cronologia completa delle presenze e delle reti in nazionale ― Suriname | Cronologia completa delle presenze e delle reti in nazionale ― Suriname | Cronologia completa delle presenze e delle reti in nazionale ― Suriname | Cronologia completa delle presenze e delle reti in nazionale ― Suriname | Cronologia completa delle presenze e delle reti in nazionale ― Suriname |
| Data                                                                    | Città                                                                   | In casa                                                                 | Risultato                                                               | Ospiti                                                                  | Competizione                                                            | Reti                                                                    | Note                                                                    |
| ----------------------------------------------------------------------- | ----------------------------------------------------------------------- | ----------------------------------------------------------------------- | ----------------------------------------------------------------------- | ----------------------------------------------------------------------- | ----------------------------------------------------------------------- | ----------------------------------------------------------------------- | ----------------------------------------------------------------------- |
| 19-11-2024                                                              | Toronto                                                                 | Canada                                                                  | 3 – 0                                                                   | Suriname                                                                | CONCACAF Nations League 2024-2025 - Quarti di finale                    | -                                                                       | 92’                                                                     |
| 21-3-2025                                                               | Paramaribo                                                              | Suriname                                                                | 1 – 0                                                                   | Martinica                                                               | Qual. Gold Cup 2025                                                     | -                                                                       | 89’                                                                     |
| 10-6-2025                                                               | San Salvador                                                            | El Salvador                                                             | 1 – 1                                                                   | Suriname                                                                | Qual. Mondiali 2026                                                     | -                                                                       | 45+7’ 46’                                                               |
| Totale                                                                  |                                                                         | Presenze                                                                | 3                                                                       |                                                                         | Reti                                                                    | 0                                                                       |                                                                         |